# Crime and the City Solution
I Crime and the City Solution sono un gruppo musicale rock australiano formatosi nel 1977.

## Storia del gruppo
Il gruppo si è formato a Sydney nel 1977 per iniziativa del cantautore Simon Bonney. Due anni dopo il gruppo si è sciolto senza aver pubblicato nulla.
Nel 1983 Bonney si è trasferito a Londra e due anni dopo ha costruito una nuova versione del gruppo con ex musicisti dei The Birthday Party. Il gruppo ha realizzato quattro album in studio a Berlino tra il 1986 ed il 1990.
Nel 1991 il gruppo si è nuovamente sciolto. Bonney si è trasferito a Los Angeles dove, tra il 1992 ed il 1994, ha realizzato due dischi da solista.
Nel 2011 Bonney, che si trovava a Detroit, ha deciso di ricostruire di nuovo la line-up per registrare un nuovo disco. Nel 2013 è quindi uscito per la Mute Records il quinto album in studio, a 23 anni di distanza dal precedente.

## Formazione
1977-1979 (periodo Sydney)
- Simon Bonney – voce
- Don McLennan – batteria
- Harry Zantey – chitarra
- Phil Kitchener – basso (deceduto)
- Dave MacKinnon – sassofoni

1985-1986 (periodo Londra/Berlino)
- Simon Bonney – voce
- Mick Harvey – chitarra
- Rowland S. Howard – chitarra (deceduto)
- Harry Howard – basso
- Epic Soundtracks – batteria (deceduto)

1987-1991 (periodo Berlino)
- Simon Bonney – voce
- Mick Harvey – batteria
- Bronwyn Adams – violino
- Chrislo Haas – sintetizzatore (deceduto)
- Alexander Hacke – chitarra
- Thomas Stern – basso

2012-attuale (periodo Detroit)
- Simon Bonney – voce
- Bronwyn Adams – violino
- David Eugene Edwards – chitarra
- Troy Gregory – basso
- Alexander Hacke – chitarra
- Danielle de Picciotto – visuals
- Matthew Smiths – tastiere, sintetizzatore
- Jim White – batteria

## Discografia

### Album studio
- 1986 - Room of Lights
- 1988 - Shine
- 1989 - The Bride Ship
- 1990 - Paradise Discotheque
- 2013 - American Twilight

### EP
- 1985 - The Dangling Man
- 1985 - Just South of Heaven
- 1990 - I Have The Gun

### Live
- 1993 - The Adversary

### Raccolte
- 2012 - A History of Crime